# فولویا فرانکا
فولویا فرانکا (ایتالیایی: Fulvia Franco؛ ۲۱ مهٔ ۱۹۳۱ – ۱۵ مهٔ ۱۹۸۸) هنرپیشه، مدل و برندهٔ مسابقه ملکه زیبایی اهل کشور ایتالیا بود. از فیلم‌هایی که وی در آن نقش داشته است می‌توان به تمپست، هرکول، سامسون و اولیس اشاره کرد.